# Sampièro Corso

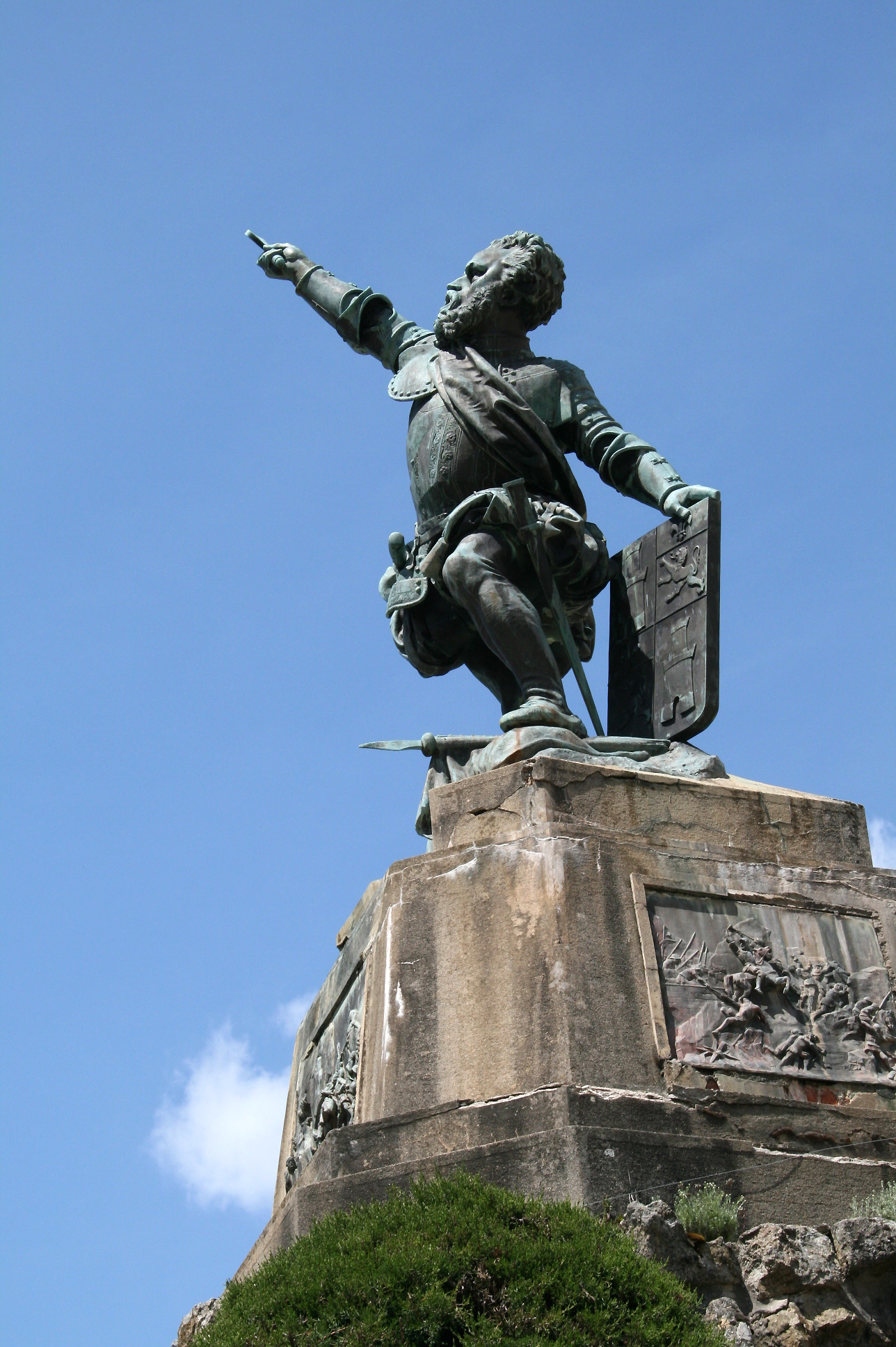
Sampièro Corso

Sampièro d’Ornano (Sampièro Corso), zwany także Sampièro di Bastelica (ur. 1497, Bastelica, zm. 17 stycznia 1567, Vico) – szlachcic korsykański, był bojownikiem o niepodległość Korsyki w walkach z Republiką Genui.

## Życiorys

### Młodość
Był synem Wilhelma d’Ornano, pana na Sampierro nad Tybrem i Cinarchezy de Banzali. Wychował się w Rzymie, w domu kardynała Hipolita de’ Medici. W młodym wieku wstąpił do wojsk medycejskich, ale w roku 1533 najął się do wojsk francuskich jako pułkownik oddziału włoskiego. Brał udział w walkach w Piemoncie (1536) i w oblężeniu Perpignan (1542), w czasie którego uratował życie Delfina, następcy tronu francuskiego, późniejszego króla Henryka II. Ojciec młodzieńca Franciszek I nadał mu za to złote lilie francuskie (Fleur-de-Lys) z herbu Kapetyngów jako augmentację herbu rodowego d’Ornano. Sampièro służył w armii francuskiej do r. 1544 i wyróżnił się w bitwach pod Landrecies i Vitry-le-François. Wróciwszy na Korsykę w tym samym roku Sampièro poślubił w roku 1545 Vanninę, córkę Francesca d’Ornano, zwolennika Genui, jednego z najbogatszych i najbardziej wpływowych wielmożów korsykańskich. Gubernator genueński wtrącił go parę razy do więzienia, z którego uratowała go protekcja króla Henryka II. Pełen uczuć zemsty Sampièro udał się do Francji, zdecydowany skłonić Henryka II do interwencji i aneksji Korsyki.

### Interwencja francuska i pierwsze powstanie Korsykanów
W roku 1553 Henryk II zdecydował się wystąpić zbrojnie przeciwko Genui i wysłał na Korsykę francuski korpus ekspedycyjny pod dowództwem Sampièra Ornano. Walki trwały przez sześć lat, udało się zdobyć Ajaccio, Bastię i Corté, Genueńczykom jako baza pozostało tylko Calvi. 15 września 1557 Sampièro przewodniczył Wielkiej Radzie Korsykanów, która zaproponowała Henrykowi II przyłączenie wyspy do Francji. Król porzucił jednak pierwotne plany, wycofał swe oddziały z Korsyki i zwrócił Genueńczykom wszystkie okupowane fortece. Daremna walka wyspiarzy trwała jeszcze dwa lata: Sampièro zwracał się o pomoc do Katarzyny Medycejskiej, króla Nawarry, beja Algieru i nawet do sułtana tureckiego, ale znikąd jej nie otrzymał.

### Zabójstwo Vanniny
Po przegranej pierwszego powstania Sampièro wyemigrował z żoną i dziećmi do Francji, w roku 1562 pojechał na Sardynię, podczas gdy Vannina powróciła na Korsykę i tam wdała się w konszachty z Genueńczykami.
Mąż powrócił do ojczyzny rok później i w ataku szału czy zazdrości udusił swym pasem Vanninę. Trudno stwierdzić, czy przyczyną zabójstwa były sprawy polityczne czy też niewierność małżeńska, w każdym razie to tragiczne zdarzenie zainspirowało Szekspira do napisania dramatu Otello.

### Drugie powstanie korsykańskie
Zacięty wróg Genui, królowa Francji Katarzyna Medycejska, zignorowała fakt żonobójstwa i dała Ornanowi środki na zorganizowanie nowego powstania na Korsyce. W czerwcu 1564 Ornano z niewielkim oddziałem 25 Francuzów i 12 Korsykan wylądował w Vallinco. W miarę posuwania się w głąb wyspy Sampièro zyskiwał coraz więcej zwolenników: udało mu się pobić Genueńczyków pod Vescovato i opanować północną część Korsyki. Udało się uzyskać pomoc finansową od króla Karola IX francuskiego, który przesłał powstańcom także 13 chorągwi z napisem Pugna pro patria. Armia genueńska pod dowództwem doświadczonego generała Stefana Doria ponosiła klęskę za klęską i musiała się wycofać do Saint-Florent (1566), tracąc wszystkie bagaże i większość zapasów amunicji. Republika nie miała pieniędzy na dalsze prowadzenie wojny i postanowiła pozbyć się Sampièra w inny sposób.

### Śmierć Sampièra
Sampièro d’Ornano został zamordowany 17 stycznia 1567 r. w akcie vendetty swego szwagra Michała-Anioła d’Ornano i jego braci Antoniego i Franciszka. Antoni zranił go strzałem z pistoletu, a Michał Anioł uśmiercił strzelając z arkebuzu. Obecny przy tym syn Sampièra, Alfons d’Ornano, późniejszy marszałek Francji, nie zdołał uratować ojca. Uciętą głowę Sampièra zaniesiono w triumfie do Ajaccio, gdzie gubernator genueński, który podjudził morderców obietnicą przekazania im dóbr Sampièra, kazał świętować śmierć wroga Genui salwami armatnimi i rozrzucaniem srebrnych pieniędzy wśród ludu.
W mieście rodzinnym Bastelica Sampièro posiada konny pomnik w heroicznej pozie. Oprócz Alfonsa miał z Vanniną również syna Antoniego Franciszka (Antoine François), który został zamordowany w rzymskim Koloseum przez kilkunastu szlachciców francuskich, przyjaciół niejakiego pana de la Regia, z którym miał odbyć pojedynek. Grób jego dotąd istnieje w rzymskim kościele św. Ludwika.